# 33251 Marcvandenbroeck
33251 Marcvandenbroeck è un asteroide della fascia principale. Scoperto nel 1998, presenta un'orbita caratterizzata da un semiasse maggiore pari a 2,992262 UA e da un'eccentricità di 0,042466, inclinata di 12,079366° rispetto all'eclittica. Ha un diametro di 5,528 km.